# Matthew Broderick
Matthew Broderick (New York, 21 marzo 1962) è un attore statunitense.

## Biografia

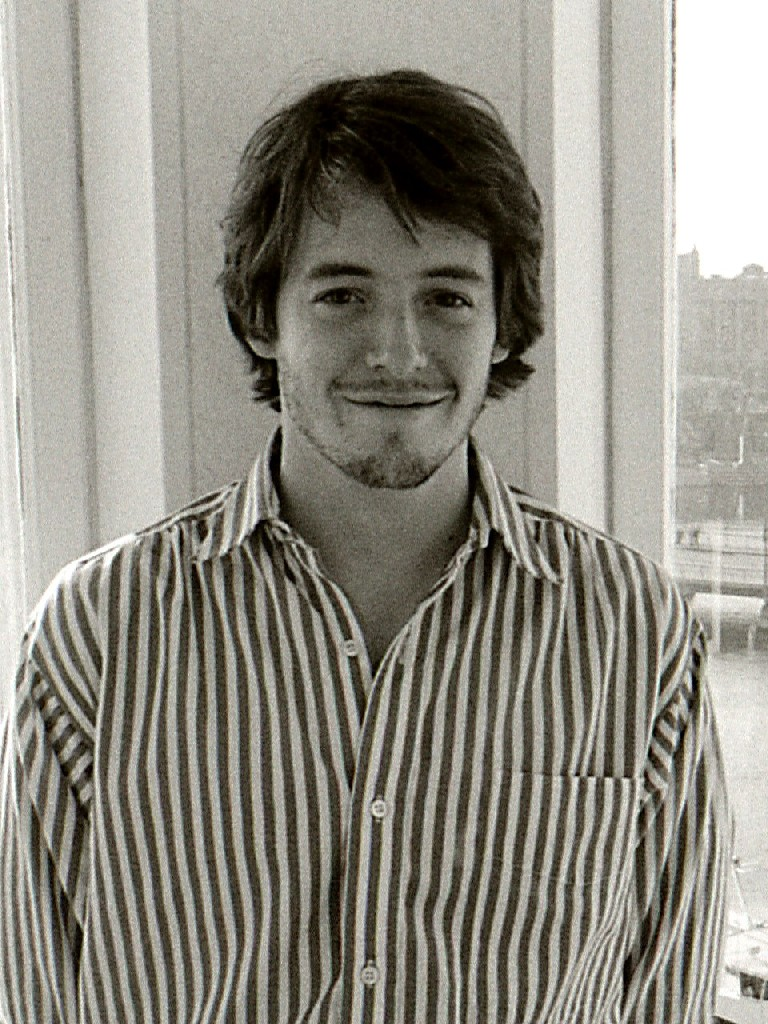
Matthew Broderick in Svezia nel 1986 per la promozione di Una pazza giornata di vacanza

Broderick nasce a Manhattan, borough di New York, nel 1962, figlio di James Joseph Broderick III, un attore statunitense di religione cattolica e di origini irlandesi e inglesi, veterano della seconda guerra mondiale, e di Patricia Biow, una drammaturga e pittrice statunitense, nata in una famiglia ebraica d'origini tedesche e polacche. Frequenta le scuole presso il City and Country School, un istituto scolastico progressista del Greenwich Village, per poi diplomarsi presso la privata Walden School.
Influenzato anche dal vivace ambiente familiare imbevuto nell'arte, comincia a dedicarsi allo studio della recitazione presso l'HB Studio, con cui inizia ben presto a calcare le scene, recitando in diverse allestimenti di opere del teatro americano contemporaneo, tra cui la Torch Song Trilogy di Harvey Fierstein (vi reciterà anche nella trasposizione cinematografica) e soprattutto il repertorio di Neil Simon, arrivando a guadagnarsi giovanissimo un Tony Award per la sua interpretazione nella sua commedia Brighton Beach Memoirs. Fattosi notare pertanto per queste sue prove teatrali, all'inizio degli anni ottanta gli viene offerta la parte di Alex nella sit-com Casa Keaton, che però rifiuta (il ruolo verrà poi affidato a Michael J. Fox).
Poco dopo la morte del padre (avvenuta nel 1983 per via d'un cancro), fa il suo esordio sul grande schermo nel 1983 in Per fortuna c'è un ladro in famiglia, al fianco di Donald Sutherland, dove ritorna a impersonare un personaggio nato dalla penna del drammaturgo Simon, seguito da Wargames - Giochi di guerra, pellicola che gli conferí una certa notorietà presso il grande pubblico, lanciandolo di fatto quale giovane promessa del cinema americano dell'epoca. Nel 1985 viene scelto da Richard Donner per il fantasy Ladyhawke.
Nel 1986 è il protagonista della commedia Una pazza giornata di vacanza di John Hughes. Nel 1987 recita in Frenesie... militari  di Mike Nichols (tratta tra l'altro da un'altra opera di Simon), mentre nel 1988 interpreta Alan, il compagno omosessuale di Harvey Fierstein, in Amici, complici, amanti, trasposizione appunto della Torch Trilogy che aveva già avuto modo d'interpretare a teatro. Nel 1989 lavora al fianco dei grandi del cinema, come Marlon Brando ne Il boss e la matricola, Denzel Washington in Glory - Uomini di gloria, e nel film di Sidney Lumet Sono affari di famiglia, dove recita al fianco di Dustin Hoffman e Sean Connery.
Negli anni novanta recita in film come La notte che non c'incontrammo, Mrs. Parker e il circolo vizioso, Il rompiscatole con Jim Carrey, nella commedia romantica Innamorati cronici. Nel 1998 lavora nel blockbuster Godzilla, seguito da Election con Reese Witherspoon. Nel 1999 interpreta l'ispettore Gadget nell'omonimo film, nel 2000 partecipa al film drammatico Conta su di me con Laura Linney, nel 2004 è il marito di Nicole Kidman nel film La donna perfetta di Frank Oz, e di Julianne Moore in Marie e Bruce - Finché divorzio non vi separi di Tom Cairns. Dopo aver lavorato a Broadway nella versione teatrale, nel 2005 prende parte al musical The Producers - Una gaia commedia neonazista. Nel 2019 prende parte al film d'animazione Wonder Park.

## Vita privata
Il 5 agosto 1987, durante una vacanza in Irlanda con la fidanzata Jennifer Grey, è rimasto coinvolto in un grave incidente automobilistico in cui sono morte una donna e sua figlia. Broderick ha riportato solamente la frattura del piede. Fu inizialmente accusato di omicidio per "guida spericolata", ma successivamente l'accusa decadde in "guida irresponsabile", e l'attore se la cavò con una sanzione di 175 dollari.
Ha avuto relazioni con le colleghe Helen Hunt e Penelope Ann Miller.
Nel maggio del 1997 ha sposato l'attrice Sarah Jessica Parker, da cui ha avuto tre figli, James Wilke (nato nel 2002) e due gemelle, Matilda Loretta Elwell e Tabitha Hodge, nate nel 2009 e avute con la tecnica della maternità surrogata.

## Filmografia

### Attore

#### Cinema
- Per fortuna c'è un ladro in famiglia (Max Dugan Returns), regia di Herbert Ross (1983)
- Wargames - Giochi di guerra (WarGames), regia di John Badham (1983)
- Ladyhawke, regia di Richard Donner (1985)
- 1918, regia di Ken Harrison (1985)
- Nel giorno di San Valentino (On Valentine's Day), regia di Ken Harrison (1986)
- Una pazza giornata di vacanza (Ferris Bueller's Day Off), regia di John Hughes (1986)
- Fuga dal futuro - Danger Zone (Project X), regia di Jonathan Kaplan (1987)
- Un amore rinnovato (She's Having a Baby), regia di John Hughes (1988) - non accreditato
- Frenesie... militari (Biloxi Blues), regia di Mike Nichols (1988)
- Amici, complici, amanti (Torch Song Trilogy), regia di Paul Bogart (1988)
- Sono affari di famiglia (Family Business), regia di Sidney Lumet (1989)
- Glory - Uomini di gloria (Glory), regia di Edward Zwick (1989)
- Il boss e la matricola (The Freshman), regia di Andrew Bergman (1990)
- Ma capita tutto a me? (Out on a Limb), regia di Francis Veber (1992)
- La notte che non c'incontrammo (The Night We Never Met), regia di Warren Leight (1993)
- Mrs. Parker e il circolo vizioso (Mrs. Parker and the Vicious Circle), regia di Alan Rudolph (1994)
- Morti di salute (The Road to Wellville), regia di Alan Parker (1994)
- Il rompiscatole (The Cable Guy), regia di Ben Stiller (1996)
- Infinity, regia di Matthew Broderick (1996)
- Innamorati cronici (Addicted to Love), regia di Griffin Dunne (1997)
- Godzilla, regia di Roland Emmerich (1998)
- Election, regia di Alexander Payne (1999)
- Inspector Gadget, regia di David Kellogg (1999)
- Conta su di me (You Can Count on Me), regia di Kenneth Lonergan (2000)
- Marie e Bruce - Finché divorzio non vi separi (Marie and Bruce), regia di Tom Cairns (2004)
- La donna perfetta (The Stepford Wives), regia di Frank Oz (2004)
- Last Shot (The Last Shot), regia di Jeff Nathanson (2004)
- Strangers with Candy, regia di Paul Dinello (2005)
- The Producers - Una gaia commedia neonazista (The Producers), regia di Susan Stroman (2005)
- Conciati per le feste (Deck the Halls), regia di John Whitesell (2006)
- Quando tutto cambia (Then She Found Me), regia di Helen Hunt (2007)
- Memorie di pesce rosso (Diminished Capacity), regia di Terry Kinney (2008)
- Las Vegas - Terapia per due (Finding Amanda), regia di Peter Tolan (2008)
- Wonderful World, regia di Joshua Goldin (2008)
- Margaret, regia di Kenneth Lonergan (2011)
- Tower Heist - Colpo ad alto livello (Tower Heist), regia di Brett Ratner (2011)
- Capodanno a New York (New Year's Eve), regia di Garry Marshall (2011) - cameo non accreditato
- Un disastro di ragazza (Trainwreck), regia di Judd Apatow (2015) - cameo
- Manchester by the Sea, regia di Kenneth Lonergan (2016)
- L'eccezione alla regola (Rules Don't Apply), regia di Warren Beatty (2016)
- To Dust - Alla ricerca dell'eternità (To Dust), regia di Shawn Snyder (2018)
- Lazy Susan, regia di Nick Peet (2020)
- Fidanzata in affitto (No Hard Feelings), regia di Gene Stupnitsky (2023)

#### Televisione
- Lou Grant – serie TV, 1 episodio (1981)
- Nel regno delle fiabe (Faerie Tale Theatre) – serie TV, episodio 1x20 (1985)
- 'Master Harold'... and the Boys, regia di Michael Lindsay-Hogg – film TV (1985)
- A Life in the Theater, regia di Gregory Mosher – film TV (1993)
- Frasier – serie TV, 1 episodio (1997)
- The Music Man, regia di Jeff Bleckner – film TV (2003)
- Louie – serie TV, 1 episodio (2010)
- Beach Lane – film TV (2010)
- 30 Rock – serie TV, 2 episodi (2008-2012)
- Modern Family – serie TV, 1 episodio (2012)
- Daybreak – serie TV, 10 episodi (2019)
- Painkiller – serie TV, (2023)
- Only Murders in the Building – serie TV, 2 episodi (2023)
- Elsbeth – serie TV, episodio 2x12 (2025)

### Doppiatore
- Il re leone (The Lion King) (1994)
- The Thief and the Cobbler (1993) (edizione della Miramax, 1995) regia di Richard Williams
- Il re leone II - Il regno di Simba (The Lion King II: Simba's Pride) (1998)
- Cani dell'altro mondo (Good Boy!) (2003)
- Il re leone 3 - Hakuna Matata (The Lion King 1½) (2004)
- Bee Movie (2007)
- Le avventure del topino Despereaux (The Tale of Despereaux) (2008)
- BoJack Horseman – serie TV, 2 episodi (2017)

## Teatro (parziale)
- Torch Song Trilogy di Harvey Fierstein. Village Actors' Playhouse dell'Off-Broadway (1981)
- Brighton Beach Memoirs di Neil Simon. Richard Rodgers Theatre di Broadway (1983)
- Biloxi Blues di Neil Simon. Neil Simon Theatre di Broadway (1985)
- How to Succeed in Business Without Really Trying, colonna sonora di Frank Loesser, libretto di Abe Burrows, Jack Weinstock e Willie Gilbert. Richard Rodgers Theatre di Broadway (1995)
- The Producers, colonna sonora e libretto di Mel Brooks. Saint James Theatre di Broadway (2001 e 2006)
- La strana coppia di Neil Simon. Brooks Atkinson Theatre di Broadway (2005)
- It's Only a Play di Terrence McNally. Gerald Schoenfeld Theatre di Broadway (2014)
- The Starry Messenger di Kenneth Lonergan. Wyndham's Theatre di Londra (2019)
- Plaza Suite di Neil Simon. Hudson Theatre di Broadway (2022), Savoy Theatre di Londra (2023)

## Riconoscimenti
- Golden Globe
  - 1987 – Candidatura per il miglior attore in un film commedia o musicale per Una pazza giornata di vacanza (Ferris Bueller's Day Off)
- Premio Emmy
  - 1994 – Candidatura per il miglior attore non protagonista in una miniserie o film TV per A Life in the Theatre
- Grammy Award
  - 2013 – Candidatura per il miglior album di un musical teatrale per Nice Work If You Can Get It
- Tony Award
  - 1983 – Miglior attore protagonista in un'opera teatrale per Brighton Beach Memoirs
  - 1995 – Miglior attore protagonista in un musical per How to Succeed in Business Without Really Trying
  - 2001 – Candidatura per il miglior attore protagonista in un musical per The Producers

## Doppiatori italiani
Nelle versioni in italiano delle opere in cui ha recitato, Matthew Broderick è stato doppiato da:
- Marco Guadagno in Wargames - Giochi di guerra, Una pazza giornata di vacanza, Frenesie... militari, Il boss e la matricola, Ma capita tutto a me?, Innamorati cronici, Election, Margaret, Tower Heist - Colpo ad alto livello, Capodanno a New York, Manchester by the Sea, L'eccezione alla regola, Painkiller
- Sandro Acerbo in Amici, complici, amanti, Sono affari di famiglia, Glory - Uomini di gloria, Il rompiscatole, Godzilla, La donna perfetta, Last Shot, The Producers - Una gaia commedia neonazista, Quando tutto cambia, Un disastro di ragazza, Daybreak, Only Murders in the Building
- Francesco Prando in Per fortuna c'è un ladro in famiglia, Fuga dal futuro - Danger Zone, Conciati per le feste, 30 Rock, Louie, Better Things
- Oreste Baldini ne La notte che non c'incontrammo, Inspector Gadget, Fidanzata in affitto
- Loris Loddi in Ladyhawke
- Luca Ward in Morti di salute
- Pasquale Anselmo in Conta su di me
- Roberto Certomà in Marie e Bruce - Finché divorzio non ci separi
- Alberto Bognanni in Las Vegas - Terapia per due
- Federico Di Pofi in Memorie di pesce rosso
- Fabrizio Manfredi in Modern Family

Da doppiatore è sostituito da:
- Riccardo Rossi ne Il re leone, Il re leone II - Il regno di Simba, Il re leone 3 - Hakuna Matata
- Marco Guadagno in Cani dell'altro mondo
- Franco Mannella in Bee Movie
- Oreste Baldini ne Le avventure del topino Despereaux
- Nanni Baldini in Rick & Morty
- Luciano Roffi in BoJack Horseman
- Massimo De Ambrosis in Wonder Park